# Greetings From Asbury Park, N.J.
Greetings From Asbury Park, N.J. is het debuutalbum van Bruce Springsteen, uitgebracht op 5 januari 1973. Ondanks het feit dat er in het eerste jaar slechts 25.000 exemplaren van het album waren verkocht, waren de critici over het algemeen zeer te spreken over het album. Het album werd door Rolling Stone op de 379e plaats in de lijst van The 500 Greatest Albums of All Time gezet. 

## Nummers
Alle nummers zijn geschreven door Bruce Springsteen. 

| Nr. | Titel                              | Duur |
| --- | ---------------------------------- | ---- |
| 1.  | Blinded by the Light               | 5:06 |
| 2.  | Growin' Up                         | 3:05 |
| 3.  | Mary Queen of Arkansas             | 5:21 |
| 4.  | Does This Bus Stop at 82nd Street? | 2:05 |
| 5.  | Lost in the Flood                  | 5:17 |

| Nr. | Titel                               | Duur |
| --- | ----------------------------------- | ---- |
| 6.  | The Angel                           | 3:24 |
| 7.  | For You                             | 4:40 |
| 8.  | Spirit in the Night                 | 5:00 |
| 9.  | It's Hard to Be a Saint in the City | 3:13 |

## Bezetting

### The E Street Band
- Bruce Springsteen – zang, akoestische gitaar, elektrische gitaar, harmonica, basgitaar, piano, keyboards, handgeklap
- Clarence Clemons – saxofoon, achtergrondzang, handgeklap
- David Sancious – piano, orgel, keyboards
- Vini "Mad Dog" Lopez – drums, achtergrondzang, handgeklap
- Garry Tallent – basgitaar

### Extra muzikanten
- Richard Davis – contrabas op "The Angel"
- Harold Wheeler – piano op "Blinded By the Light" en "Spirit In The Night"
- Steven Van Zandt – geluidseffecten op "Lost in the Flood"[1]

### Productie
- Louis Lahav – Geluidstechnicus
- Jack Ashkinazy – remix
- John Berg – cover design
- Fred Lombardi – cover design achterzijde

E Street Band: Bruce Springsteen · Roy Bittan · Nils Lofgren · Patti Scialfa · Garry Tallent · Steven Van Zandt · Max Weinberg
Jake Clemons · Charles Giordano · Soozie Tyrell
Voormalige leden: Ernest Carter · Clarence Clemons · Danny Federici · Vini Lopez · David Sancious
Voormalige tourmuzikanten:
Everett Bradley · Barry Danielian · Clark Gayton · Curtis King · Suki Lahav · Ed Manion · The Miami Horns · Cindy Mizelle · Michelle Moore · Tom Morello · Curt Ramm · Jay Weinberg